# Parlamentswahl in Ungarn 1906

Reichsteile und Kronländer der Österreichisch-Ungarischen Monarchie:
Cisleithanien
Transleithanien
Bosnien und Herzegowina (Seit 1878 verwaltet, 1908 annektiert)

Die Parlamentswahl in Ungarn 1906 fand vom 29. April bis 8. Mai 1906 in Transleithanien statt. Neu besetzt wurde der Ungarische Reichstag (ungarisch Magyar Országgyűlés).

## Wahlsystem
Im Königreich Ungarn und seinen Kronländern galt seit 1867 das Klassenwahlrecht. Vorrechte von Stand und Besitz waren in Ungarn wesentlich stärker maßgebend als in Österreich.

## Wahlergebnis
Als Siegerin der Wahl ging die Unabhängigkeits- und 48er Partei hervor. Sie erhielt mit 61,26 % die absolute Mehrheit (61,26 %).
| Partei                             | Mandate | %       | Parlamentarische Rolle |
| ---------------------------------- | ------- | ------- | ---------------------- |
| Unabhängigkeits- und 48er Partei   | 253     | 61,26 % | Regierung              |
| Nationale Verfassungspartei        | 71      | 17,19 % | Regierung              |
| Katholische Volkspartei            | 33      | 7,99 %  | Regierung              |
| Rumänische Nationalpartei          | 14      | 3,39 %  | Opposition             |
| Saxon Partei                       | 13      | 3,15 %  | Opposition             |
| Slowakische Nationalpartei         | 7       | 1,69 %  | Opposition             |
| Serbische Nationalpartei           | 4       | 0,97 %  | Opposition             |
| Demokratische Partei               | 3       | 0,72 %  | Regierung              |
| Sozialdemokratische Partei Ungarns | 1       | 0,24 %  | Opposition             |
| Peasant-Partei                     | 1       | 0,24 %  | Opposition             |
| Unabhängige                        | 13      | 3,15 %  | Unabhängig             |
| Total                              | 413     | 100 %   | —                      |